# دوري الدرجة الأولى الأرجنتيني 1996–97
دوري الدرجة الأولى الأرجنتيني 1996–97 (بالإسبانية: Campeonato de Primera División 1996-97)‏ هو الموسم 67 من دوري الدرجة الأولى الأرجنتيني. أشرف على تنظيمه اتحاد الأرجنتين لكرة القدم، وكان عدد الأندية المشاركة فيه 20، وفاز فيه نادي أتلتيكو ريفر بليت.